# Mbulaeni Mulaudzi
Mbulaeni Tongai Mulaudzi, né le 8 septembre 1980 à Muduluni, dans le district de Soutpansberg (province du Limpopo) et mort le 24 octobre 2014 dans un accident de la route, est un athlète sud-africain spécialisé dans le demi-fond et plus particulièrement le 800 mètres. Il compte à son palmarès un titre de champion du monde, un titre de champion du monde en salle et un titre aux Jeux du Commonwealth.

## Biographie
D'ethnie Venda, il parle le tshiVenda et le sotho du Nord (ou sepedi).
La légende veut que son stade d'entraînement ait été une montagne de 700 ou 1 700 m qui domine son village.
Il se révèle en 1999 en remportant la finale du 800 m des championnats d'Afrique juniors, à Tunis.
Il dispute sa première compétition majeure chez les seniors en 2000 à l'occasion des championnats d'Afrique d'Alger où il remporte la médaille d'argent du 800 m, derrière l'Algérien Djabir Saïd-Guerni. Non qualifié pour les Jeux olympiques de 2000, il établit le temps de 1 min 44 s 01 en 2001 et se classe sixième des championnats du monde d'Edmonton au Canada.
En 2002, Mbulaeni Mulaudzi remporte son premier succès international majeur en s'imposant en finale du 800 m des Jeux du Commonwealth, à Manchester, devant le Kényan Joseph Mutua. Peu après, il se classe troisième des championnats d'Afrique, à Radès en Tunisie, puis établit un nouveau record personnel à Zurich en 1 min 43 s 81. 
Blessé au genou en fin de saison 2002, il fait son retour sur les pistes d'athlétisme en juin 2003 et améliore sa meilleure marque personnelle à Rehlingen en établissant le temps de 1 min 43 s 25. Il participe aux championnats du monde 2003 se déroulant à Saint-Denis, et s'adjuge la médaille de bronze en 1 min 44 s 90, s'inclinant devant Djabir Saïd-Guerni et le Russe Yuriy Borzakovskiy. En septembre, à Bruxelles, il porte son record personnel à 1 min 42 s 89, et un mois plus tard, à Abuja au Nigeria, il termine deuxième des Jeux africains, derrière le Tanzanien Samwel Mwera.
En début d'année 2004, lors des championnats du monde en salle de Budapest, Mulaudzi s'adjuge le titre mondial du 800 m en 1 min 45 s 71, devant le Bahreïnien Rashid Ramzi et le Brésilien Osmar dos Santos. Il dispute ses premiers Jeux olympiques en 2004 à Athènes, et obtient la médaille d'argent du 800 m, derrière Yuriy Borzakovskiy, en parvenant notamment à dépasser le Danois Wilson Kipketer dans les derniers mètres de course.
De nouveau blessé en 2005, il ne parvient pas à atteindre la finale des championnats du monde d'Helsinki alors qu'il faisait figure de favori. En 2006, il remporte la médaille d'argent des championnats du monde en salle de Moscou, derrière Wilfred Bungei. En août 2006, au meeting de Rieti, il établit la meilleure performance mondiale de l'année en 1 min 43 s 09, et remporte quelques jours plus tard à Stuttgart la finale mondiale de l'IAAF devant le Néerlandais Bram Som. 

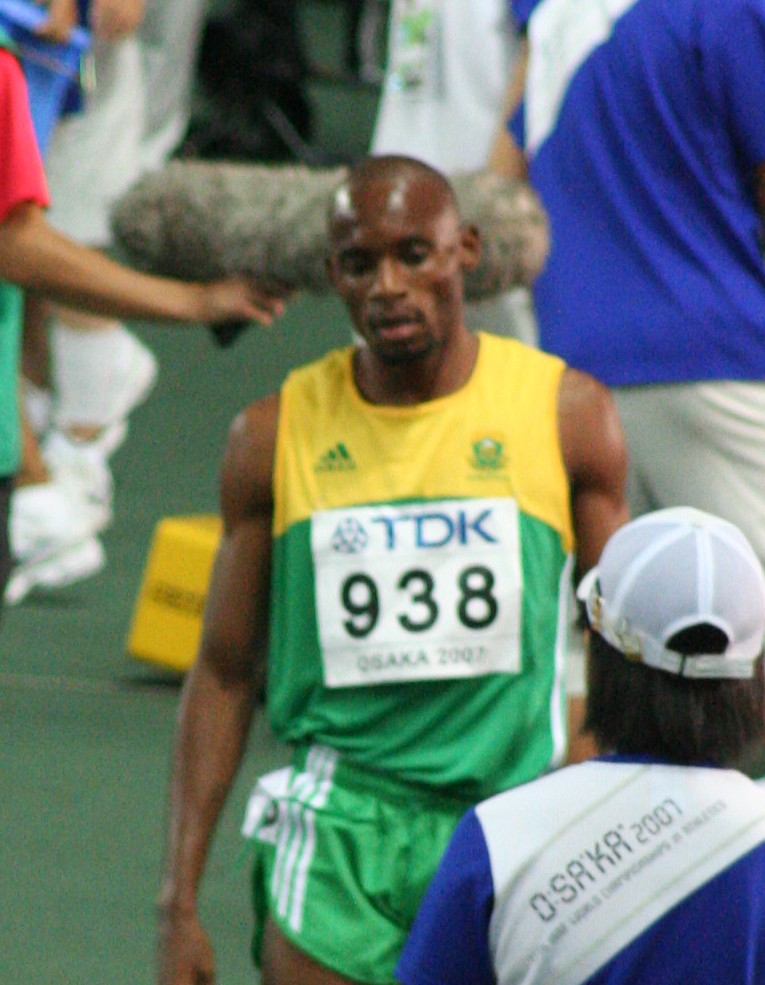
Mbulaeni Mulaudzi lors des mondiaux d'Osaka 2007.

En 2007, il se classe deuxième des Jeux africains derrière le Soudanais Abubaker Kaki Khamis. Le 25 juillet, au meeting Herculis de Monaco, il établit la meilleure performance mondiale de l'année pour la deuxième fois consécutive en parcourant la distance en 1 min 43 s 26. 
Mbulaeni Mulaudzi remporte la médaille d'argent des championnats du monde en salle 2008, à Valence en Espagne, battu de nouveau par Abubaker Kaki Khamis.
Le plus grand succès de sa carrière intervient en 2009 à l'occasion des championnats du monde de Berlin, où le Sud-Africain s'impose dans le temps de 1 min 45 s 29, devant le Kényan Alfred Kirwa Yego et le Bahreinien Yusuf Saad Kamel, après avoir mené la course tout du long. En septembre 2009, il établit la meilleure performance de sa carrière sur 800 m à Rieti, en 1 min 42 s 86, tout près du record national de son compatriote Hezekiél Sepeng.
Il se retire de la compétition à l'issue de la saison 2013.
Il meurt dans un accident de voiture le 24 octobre 2014,.

### Palmarès
| Date | Compétition                    | Lieu          | Résultat | Performance   |
| ---- | ------------------------------ | ------------- | -------- | ------------- |
| 1999 | Championnats d'Afrique juniors | Tunis         | 1er      | 1 min 49 s 13 |
| 2000 | Championnats d'Afrique         | Alger         | 2e       | 1 min 46 s 28 |
| 2001 | Championnats du monde          | Edmonton      | 6e       | 1 min 45 s 01 |
| 2002 | Jeux du Commonwealth           | Manchester    | 1er      | 1 min 46 s 32 |
| 2002 | Championnats d'Afrique         | Radès         | 3e       | 1 min 46 s 20 |
| 2003 | Championnats du monde          | Paris         | 3e       | 1 min 44 s 90 |
| 2003 | Jeux africains                 | Abuja         | 2e       | 1 min 46 s 44 |
| 2004 | Championnats du monde en salle | Budapest      | 1er      | 1 min 45 s 71 |
| 2004 | Jeux olympiques                | Athènes       | 2e       | 1 min 44 s 61 |
| 2006 | Championnats du monde en salle | Moscou        | 2e       | 1 min 47 s 16 |
| 2006 | Finale mondiale                | Stuttgart     | 1er      | 1 min 46 s 99 |
| 2007 | Jeux africains                 | Alger         | 2e       | 1 min 45 s 54 |
| 2007 | Championnats du monde          | Osaka         | 7e       | 1 min 47 s 52 |
| 2007 | Finale mondiale                | Stuttgart     | 2e       | 1 min 45 s 67 |
| 2008 | Championnats du monde en salle | Valence       | 2e       | 1 min 44 s 91 |
| 2009 | Championnats du monde          | Berlin        | 1er      | 1 min 45 s 29 |
| 2009 | Finale mondiale                | Thessalonique | 3e       | 1 min 45 s 53 |

### Records
| Épreuve      | Épreuve      | Performance   | Lieu      | Date             |
| ------------ | ------------ | ------------- | --------- | ---------------- |
| 800 mètres   | En plein air | 1 min 42 s 86 | Rieti     | 5 septembre 2009 |
| 800 mètres   | En salle     | 1 min 44 s 91 | Valence   | 9 mars 2008      |
| 1 000 mètres |              | 2 min 15 s 86 | Stockholm | 7 août 2007      |